# Tamara Makarowna Nossowa
Tamara Makarowna Nossowa (russisch Тамара Макаровна Носова; * 21. November 1927 in Moskau, RSFSR; † 25. März 2007 ebenda) war eine sowjetische bzw. russische Theater- und Film-Schauspielerin.

## Leben und Leistungen

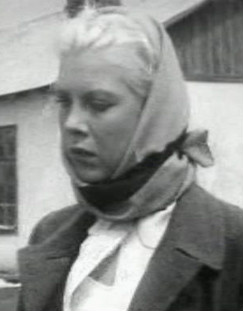
Tamara Nossowa in Die junge Garde (1946)

Nossowa schloss 1950 ihre Ausbildung am Gerassimow-Institut für Kinematographie ab. Bis 1953 nahm sie vertragsmäßig Engagements an und ließ sich anschließend für das Moskauer Staatstheater der Filmdarsteller verpflichten. Ab 1990 war sie wieder freischaffend tätig.
Ihre Filmlaufbahn begann in den späten 40er Jahren. In Der Revisor (Ревизор, 1952) nach Nikolai Gogols Bühnenstück Der Revisor spielte sie ihre erste Hauptrolle, weitere folgte in den Kurzfilmen Секрет красоты (Sekret krasoty, 1955) und Афоня, горим! (Afonja, gorim!, 1977). In den 60er Jahren war sie auch in drei Märchenfilmen Alexander Rous zu sehen. Nossowa erarbeitete sich den Ruf einer Charakterdarstellerin mit Spezialisierung für anspruchsvolle Komödien. Neben ihrer Arbeit vor der Kamera übernahm sie 1956 eine Sprechrolle in dem Puppenfilm Небесное созданье (Nebesnoje sosdanje) und synchronisierte Daniela Rocca in der russischsprachigen Fassung von Scheidung auf italienisch. Die blonde Mimin beendet ihre Laufbahn im Jahr 1999, sie hatte bis dahin an 45 Projekten mitgewirkt.
Nossowa starb 79-jährig und wurde auf dem Wagankowoer Friedhof beigesetzt. Sie lebte zuletzt in ärmlichen Verhältnissen.

## Ehrungen und Gedenken
Nossowa erhielt am 10. April 1968 den Titel Verdienten Künstlerin der RSFSR, am 23. Juni 1992 folgte die Ernennung zur Volkskünstlerin Russlands. Nossowa fand auch in dem Sachbuch Королевы смеха. Жизнь, которой не было? (Korolewy smecha. Schisn kotoroi he bylo?, 2011) von Sergei Kapkow Erwähnung, in dem die Karrieren verschiedener Darsteller der Filmkomödie reflektiert werden.

## Privates
Nossowa war viermal verheiratet. Die Ehe mit ihrem ersten Mann Oleg wurde ebenso geschieden wie die mit ihren weiteren Partnern, den Schauspielern Juri Nikolajewitsch Bogoljubow und Nikolai Wiktorowitsch Sasejew-Rudenko sowie dem Autor Witali Georgijewitsch Gubarew. Letzterer war  Co-Autor des Drehbuchs zu Im Königreich der Zauberspiegel, in dem Nossowa mitwirkte.

## Filmografie (Auswahl)
- 1946: Die junge Garde (Molodaja gwardija)
- 1950: Der Fall von Berlin – 2. Teil (Padenije Berlina)
- 1951: Ritter des goldenen Sterns (Kawaler Solotoi Swesdy)
- 1952: Der Revisor (Rewisor)
- 1954: Das schwedische Zündholz (Schwedskaja spitschka)
- 1956: Nun schlägt's 13! (Karnawalnaja notsch)
- 1956: Der Kampf um das goldene Tor (Ilja Muromez)
- 1957: Liebt sie mich? (Ona was ljubit)
- 1958: Die Abenteuer des gestiefelten Katers (Nowy pochoschdenija Kota w Sapogach)
- 1961: Klarer Himmel (Tschistoje nebo)
- 1963: Im Königreich der Zauberspiegel (Korolestwo kriwych serkal)
- 1965: Wer heiratet wen? (Schenitba Balsaminowa)
- 1967: Hochzeit in Malinowka (Swadba w Malinowke)
- 1968: Feuer, Wasser und Posaunen (Ogon, woda i … mednye truby)
- 1969: Die Brüder Karamasow (Bratja Karamasowy)
- 1973: Der furchtlose Ataman (Besstraschny ataman)
- 1983: Aus ist's mit der Ruhe (Spokoistwije otmenjaetsja)
- 1984: Die toten Seelen (Mjortwye duschi) (Fernsehfilmreihe)